# کوسه ماکو پوزه بلند
کوسه ماکو پوزه بلند (انگلیسی: Longfin mako shark) که با نام کوسه پوزه بلند آبی هم شناخته می‌شود نام یک گونه از خانواده سفیدکوسگان است. ماکو واژه‌ای به زبان مائوری است که همزمان دو معنا دارد، کوسه و دندان کوسه. این نامگذاری به این علت است که ظاهر عجیب این حیوان دارای آرواره و دندان‌هایی در خارج از فک می‌باشد که که فرم بدنی خاصی را برای حیوان ایجاد کرده و همین هم باعث می‌شود این جاندار در میان تمام گونه‌های کوسه دارای سریعترین سرعت شنا باشد. طبق طبقه‌بندی فعلی اتحادیه بین‌المللی حفاظت از طبیعت کوسه ماکو به عنوان گونه آسیب‌پذیر شناخته می‌شود. کوسه ماکو پوزه کوتاه از جمله گونه‌های نزدیک به این جانور است.